# Кућа на Тргу ослобођења 41
Кућа на Тргу ослобођења 41 налазе се у Књажевцу, у улици као што јој и назив налаже, Трг Ослобођења 41. 

## О кући
Састоји се из два локала која су смештена у приземљу и спрата који поседује шест прозорских отвора и који је довољно простран за становање. Симетрично и врло функционално је подељена диспозиција горње и доње етаже. Што се спољашње архитектуре тиче прво се запажа на улазу у двориште широки улазни засведени лук. Симетричност је такође наглашена средишњим плитким ризалитом, док романтичарска обележја доноси декоративна фасада.